# Tocro du Venezuela
Odontophorus columbianus
Espèce
Statut de conservation UICN

 NT B1ab(ii,iii) : Quasi menacé
Le Tocro du Venezuela (Odontophorus columbianus) est une espèce d'oiseau de la famille des Odontophoridae.
Il est endémique du Venezuela.
Son habitat naturel est la montagne humide subtropicale ou tropicale.
Il est menacé par la destruction de son habitat.